# Jean-Paul Aimé Gobel
Jean-Paul Gobel (Tonon, Alta Savoia, 14 de maig de 1943) és un religiós catòlic francès, bisbe i nunci apostòlic a diferents països.

## Biografia
Fou ordenat sacerdot el 1969 a la diocesi d'Annecy. Va continuar els seus estudis a l'Acadèmia Pontifícia Eclesiàstica (escola de la diplomàcia de la Santa Seu) a Roma.
El 1974, va començar la carrera diplomàtica com a secretari de nunciatura a Austràlia i Papua Nova Guinea. A continuació, va ocupar diversos càrrecs, entre ells a Moçambic, Nicaragua, Burundi i Hong Kong. El 1976 el papa Pau VI el va nomenar Prelat d'Honor de Sa Santedat
El 7 de desembre de 1993 el papa Joan Pau II el va nomenar nunci apostòlic a Geòrgia, Armènia i Azerbaidjan així com arquebisbe titular de Calatia. Va ser consagrat bisbe el 6 de gener de 1994 pel mateix papa.
El 6 de desembre de 1997 va ser destinat a l'Àfrica occidental, com a nunci apostòlic per Senegal, Guinea Bissau, Mali, Mauritània i Cap Verd amb seu a Dakar. El 31 d'octubre de 2001 deixà el càrrec quan fou nomenat nunci apostòlic a Managua (Nicaragua), que deixà el 10 d'octubre de 2007 per responsabilitzar-se de la força sensible nunciatura de l'Iran, amb seu a Teheran.
El 5 de gener de 2013 fou transferit al Caire com a nunci apostòlic a Egipte i després davant la Lliga Àrab. Es va jubilar el gener de 2015.